# あぐかる
『あぐかる』（AGRICULTURE ANGEL BARAKI）は、茨城県つくば市に拠点を置くアニメ製作スタジオスタジオぷYUKAIが製作しYouTubeとニコニコ動画にて無料で配信しているインターネットアニメ。

## 概要
茨城県を農業中心に宣伝する目的で製作されており、茨城県といえば納豆のイメージが強く、数多くある県産農産物の認知度が低い現状であることが製作の動機となったという。
インターネット配信だけでなく茨城県で開催されるイベントへの出展や上映会といった宣伝活動も数多く行われている。
2012年11月1日から、茨城県のインターネットテレビ「いばキラTV」においても配信が開始された。
2014年6月6日より新シリーズ「あぐかる PLAY WITH IBARAKI編」がスタート。茨城の魅力をよりアピールすることをコンセプトとしており、様々な観光名所などを紹介する内容となっている。毎月第一、第三金曜日に公開。公開から一か月はYouTubeとニコニコ動画にて無料で視聴可能、その後はニコニコ動画にて7日間10ptの有料コンテンツとなる。
2015年12月8日よりベトナム語でアフレコした あぐかるPLAY WITH IBARAKI編をベトナム「View TV」で放送する。

## ストーリー
今から20年ほど前、無人の荒野と成り果てた茨城の地で、先代のバラキちゃんは巨悪を相手に死闘を繰り広げていた。様々な精霊とトランスファーム（トランスフォームではない）し、見事に茨城の大地を守った先代バラキちゃん。時は流れて2010年、筑波山近辺で農業を営む原木さなえの前にムジ郎・ポジリン・デェ五郎の凶悪な害獣トリオが突如として出現、恐るべきメカを駆使して彼女の農場を襲撃し始めたのである。怒りに燃えるさなえは農業天使（あぐかるエンジェル）バラキちゃんに変身し、茨城県を蝕む終わりの見えぬ非情な戦いに身を投じていく。

## キャラクター
原木 さなえ（ばらき さなえ）
声 - 山本小百合
通学する傍ら、弁当持参で祖母宅の農作業を手伝っている少女。
祖母宅で農業を「手伝っている」という設定だが、第5話現在その他の家族構成や友人関係、近隣の状況などは一切明らかになっていない。
14歳であるため小型特殊免許を取得しておらず、私有地の水田でのみトラクターを運転している。
農作物に宿る精霊を見ることができる特殊能力を持っており、精霊のいなほとは幼い頃から一緒に過ごしている。
いなほが憑依する事で農業天使（あぐかるエンジェル）バラキちゃんにトランスファームし、「大地の力」と呼ばれる禁断の魔力を用いてごじゃっぺメカを倒す。しかしその際、頭髪が白髪になってしまうという著しい老化現象が見られる。
通常の攻撃技：スパンキング
バラキちゃんが持つ稲穂型の鞭のようなもので敵ロボットを叩くが、かわいい音が出るだけで全くダメージを与えられない。
必殺技：レインボーライスシャワー
大地の力を発動することにより、稲穂型の鞭から複数の米粒型爆弾が放たれ、敵ロボット目掛けて一直線に飛んで行く。
ごじゃっぺメカの装甲ですら難なく粉砕するほどの威力を誇り、中で操縦していたごじゃっぺブラザーズは猛烈な爆風で遥か遠方まで吹き飛ばされる。
超必殺技：ライスカッター
やちよグリーンビレッジにあるパワースポットで発揮された技。稲穂型の鞭のようなものから円盤状のオーラを生み出し、それを投げつける技。
ごじゃっぺメカ「戦意が豊富なナッパ君」を真っ二つに切り裂いた。ドラゴンボールに登場する気円斬に似ているが、その真意は不明である。
いなほ
声 - 原田ひとみ
さなえの祖母の農地に棲み付いている落武者のような姿をした米の精霊。「ぐふふふふ」「どぅふふふふ」という邪悪な笑い声を発する。
さなえに取り憑いて一体となった後でも人格は独立しており、彼女と会話ができる。
めろりん
声 - 阪口大助
アンデスメロンの姿をした年老いた精霊。駆け出しの頃、先代バラキちゃんの戦闘を一度だけ目撃したことがある。
第4話でさなえとトランスファームを試みたが失敗に終わった。
でれ夫
声 - 代永翼
PLAY WITH IBARAKI編に登場するバカップル。すけ美の彼氏。
ごじゃっぺブラザーズの仕掛けた罠には頻繁にハマるが、知能は人一倍高く、ごじゃっぺメカさえも圧倒させる。
バラキちゃんのみならず、ごじゃっぺブラザーズからも非常に鬱陶しい人間と思われている。
すけ美
声 - 田所あずさ
PLAY WITH IBARAKI編に登場するバカップル。でれ夫の彼女。
テンションが異様に高く、でれ夫を調子づかせるのが得意。かわいいものが大好き。
ほづみ
声 - 皆川純子
原木さなえと同じく特殊能力を持ち、れんこんの精霊「ろたすけ」とトランスファームすることで「れん子」に変身する。
バラキちゃんより能力が高く、空を飛ぶことができる。原木さなえやいなほには正体を明かしていない。
稲作編「第5話もうひとりのバラキちゃん!?」では予算とキャストが決まっていない都合上、一言も話していない。
必殺技：五節 〜一の舞〜
蓮の葉をライフルの形に整え、遥か遠くの標的も確実に仕留める技。
必殺技：五節 〜二の舞〜
蓮根の形をした自らのツインテールをリボルバーの銃弾と化し、二丁拳銃で攻撃する技。
必殺技：五節 〜四の舞〜
ごじゃっぺメカの銃弾を蓮の葉で吸収し、溜め込んだエネルギーをお返しする技。
ろたすけ
声 - 皆川純子
茨城ヤンキーをモチーフとしたれんこんの精霊。頭が蓮根の形をしているのが特徴。
ほづみとは正反対な性格で喧嘩っ早い一面もあるが、人を思いやる優しい心を持っている。
口上師
声 - 坂本頼光
PLAY WITH IBARAKI編「第1話つくば市筑波山」に登場するがまの油売りの口上師。
ごじゃっぺメカ「しろくのがんまー君」に油まみれにされる。
潮干狩りをする茨城県民
声 - 南嶋毅 / 大前愛華
PLAY WITH IBARAKI編「第4話鉾田市大竹海岸」に登場する大竹海岸で潮干狩りをする茨城県民。
うつろ舟の伝説にあやかり、得体のしれないものが漂流してきたことが世間に知れ渡ると面倒なことになると危惧して、ごじゃっぺメカ「ハンマーグリップ君」を海へ投げ込んだ。
女船頭
声 - 大前愛華
PLAY WITH IBARAKI編「第2話潮来市水郷潮来あやめ園」「第6話かすみがうら市霞ヶ浦」に登場する女船頭。
ごじゃっぺメカの巧みな攻撃をかわす船の操縦テクニックを持つ。
カッパ
声 - 村中知
PLAY WITH IBARAKI編「第7話龍ケ崎市牛久沼」に登場する牛久沼に生息するカッパ。
ごじゃっぺブラザーズのデェ五郎とだけ会話ができる。
神主
声 - 下山吉光
PLAY WITH IBARAKI編「第10話笠間市流鏑馬」に登場する神主。
ごじゃっぺメカ「やぶシャーク君」の攻撃に苦戦しているバラキちゃんに救いの手を差し伸べる。
獅子頭
声 - バロン山崎
PLAY WITH IBARAKI編「第11話石岡市常陸風土記の丘」に登場する獅子頭。
普段は展望台だが、ほづみの願いに応えるべく、バラキちゃんへのアドバイスに一役買う。
福引員
声 - 前野智昭
PLAY WITH IBARAKI編「第0話プロローグ」に登場する気さくな福引員。
荒ぶるドラム
第1話オープニングとエンディングに登場。

## ごじゃっぺブラザーズ
茨城の肥沃な大地を我が物にせんとするため、高度なテクノロジーによって建造されたメカを次々と投入して農地を襲撃する三匹の害獣型怪人。その攻撃は全くもって無慈悲であり、圧倒的な科学力の前にバラキちゃんは毎回苦戦を強いられている。肥沃な大地と農作物を求めて闘争する反面、農作業ができないよう徹底的に田畑を荒らすなど一見大きく矛盾した行動を取る。しかしそれは、農地を荒らすことにより県民を絶望させて茨城全土を手中に収めるための作戦だということが明らかになっている。活動資金を捻出するために稲敷市の和菓子店で饅頭を作るアルバイトや、流しの「なんでも屋」を営んでいる様子がエンディングで紹介された。
ムジ郎（ムジろう）
声 - 菅沼久義
たぬき型の中型怪人でごじゃっぺブラザーズのリーダー。バラキちゃんをロボで踏み潰して圧死させようとしたり、トゲトゲローラーで轢いてミンチにしようとするなど冷酷無比な性格である。
平和ボケした県民に代わって茨城県を征服し、ごじゃっぺ王国を建国するのが目標。
ポジリン
声 - 宮坂俊蔵
モグラ型の小型怪人。参謀長官。IQが高く、メカの操作をこなす。また、知性に溢れたデキる男の必須アイテムを身に着けている。
語尾に「〜でモンス」を付けてしゃべるのが特徴。第2話で正気を失って暴走したデェ五郎に喰われてしまった。
デェ五郎（デェごろう）
声 - バロン山崎
イノシシ型の大型怪人。常に何かを食べており、その間は寡黙だが、空腹になると途端に凶暴化し、仲間を襲って喰い始める。

## ごじゃっぺメカ
ごじゃっぺブラザーズが乗り込む巨大ロボットで、人型と車両型がある。片足立ちや高速二足走行などが可能であり、極めて高いレベルの制御技術が用いられている。研究開発および製造について、つくば市内の研究機関や筑波大学、日立製作所などの関与があるかどうかは現時点では不明。
声 - 森田則昭
稲作編「第5話もうひとりのバラキちゃん!?」からクレジットが表示された。第1話収録時にたまたま居合わせたことからごじゃっぺメカ役となったが、内緒であったため「？」表示が続いていた。
1号・こめとり君（第1話）
田植え前の時期に苗箱を徹底的に壊滅させ、茨城全土で稲作を継続できない状態へ追い込むために開発された人型決戦兵器。ビニールハウスを容赦なく破壊し、あまつさえ苗箱に植えられたばかりの種をホース状の触手で吸い取ってしまった。これがバラキちゃんの逆鱗に触れ、両腕がもげて動けなくなっていたところにレインボーライスシャワーを浴びて大爆発を起こした。爆風で吹き飛ばされた乗組員たちは断末魔の叫び声を上げながらお星様になった。
2号・愛しのローラ君（第2話）
道路工事用ロードローラーのローラー部に無数の鋭利なトゲトゲが生えた車両型決戦兵器。バラキちゃんを轢いて肉片にしようと水田の中を高速で追い掛け回すが、バラキちゃんの触手がローラーの車軸に絡まりエンジンがオーバーヒート。煙を上げたエンジンはローラーもろとも爆発し、動けなくなったところをバラキちゃんのレインボーライスシャワーで成敗された。
3号・みずとり君（第3話）
水田の水を全て吸い取って稲を全滅させるため、こめとり君をリサイクルした人型決戦兵器。しかし、水の吸い取り行為が稲の生長に必要な中干し作業そのものだったため放って置かれた。
4号・ドリームキャッチ君（第4話）
指が2本のこめとり君・みずとり君に対し、指が3本ある人型決戦兵器。さなえからおやつを強請り取ろうとしたが本編開始と同時に成敗されてしまった。それでもバラキちゃんの攻撃パターンを収集し、データはごじゃっぺメカ5号のドリームキャッチ君改に転送された。
5号・ドリームキャッチ君改（第4話・第5話）
手がラケット状になっている人型決戦兵器。

## いなほ先生の知っ得!稲作豆知識
いなほが先生となり、さなえと視聴者に稲作のミニ知識を叩き込むコーナー。
第1話
種蒔きとビニールハウスの温度管理についての解説。
第2話
トラクターによる代掻き（ドロ遊びではない）と田植えマシーン&田植えマンによる田植えの作業内容を解説。
第3話
水田の水を一度抜いてしまう中干しとその効果についての解説。
第4話
稲におやつ（肥料）を与える穂肥についての解説。
なお、稲穂の赤ちゃんである幼穂を「ようほ」と説明していたが「ようすい」と読むのが正しく、2011年10月7日付の公式ブログにて後日修正版を制作するとの発表がなされた。2014年04月17日に修正版を公開。

## スタッフ

### あぐかる
- 監督・シリーズ構成・音響監督 - 芦名みのる
- アニメーション監督 - たけはらみのる
- キャラクターデザイン - 芦名みのる、たけはらみのる、小笠原心平、渡辺あき
- 音楽 - イタバシミノル、ミッキー三木、Ariだい
- 企画・制作 - スタジオ ぷYUKAI

### あぐかる PLAY WITH IBARAKI編
- 監督・シリーズ構成・演出 - 芦名みのる
- 作画監督 - たけはらみのる
- キャラクターデザイン - スタジオぷYUKAI
- 美術監督 - 飯島由樹子（スタジオMAO）
- 音楽 - micromedia、イタバシミノル
- 音響監督 - 山田陽（サウンドチーム・ドンファン）
- 制作 - スタジオ ぷYUKAI

## 主題歌
オープニングテーマ「朝ご飯ですか!?バラキちゃん!!」
作詞・作曲 - ミッキー三木 / 編曲 - イタバシミノル / 歌 - さゆりmeets出銭リゾット
エンディングテーマ「ごじゃっぺブラザーズの歌」
作詞・作曲 - ミッキー三木 / 編曲 - イタバシミノル / 歌 - ごじゃっぺブラザーズ
第1話と第2話はインストゥルメンタル。第3話から歌入りとなった。
エンディングテーマ「茨城県民の歌 microck ver.」
作詞 - 川上宏昭 / 補作 - 茨城県民の歌審査委員会 / 作曲（原旋律） - 町田旭 / 補作及び編曲 - 平井康三郎
演奏 - micromedia / 歌 - Megpoid
PLAY WITH IBARAKI編のエンディングテーマ。茨城県民の歌のアレンジ。

## 各話リスト

### あぐかる
全6話予定
| 話数 | サブタイトル                     | 脚本       | 絵コンテ   | 演出                                 | 本編     | 公開           | YouTube      | ニコニコ動画 |
| ---- | -------------------------------- | ---------- | ---------- | ------------------------------------ | -------- | -------------- | ------------ | ------------ |
| 1    | バラキちゃん参上!!               | 芦名みのる | 芦名みのる | 芦名みのる たけはらみのる 小笠原心平 | 12分26秒 | 2010年9月17日  | 第1話        | 第1話        |
| 2    | バラキちゃん田植えですよ!!       | 芦名みのる | 芦名みのる | 芦名みのる たけはらみのる 小笠原心平 | 12分30秒 | 2010年10月23日 | 第2話        | 第2話        |
| 3    | バラキちゃん中干しです!!         | 芦名みのる | 芦名みのる | 芦名みのる たけはらみのる 小笠原心平 | 12分37秒 | 2011年5月5日   | 第3話        | 第3話        |
| 4    | バラキちゃんトランスファームよ!! | 芦名みのる | 芦名みのる | 芦名みのる たけはらみのる 小笠原心平 | 12分47秒 | 2011年9月18日  | 第4話 修正版 | 第4話 修正版 |
| 5    | もうひとりのバラキちゃん!?       | 芦名みのる | 芦名みのる | 芦名みのる たけはらみのる 小笠原心平 | 12分45秒 | 2014年4月1日   | 第5話        | 第5話        |

### あぐかる PLAY WITH IBARAKI編
| 話数 | サブタイトル                             | 脚本       | 絵コンテ            | 演出       | 本編     | 公開           | ニコニコ動画 |
| ---- | ---------------------------------------- | ---------- | ------------------- | ---------- | -------- | -------------- | ------------ |
| 0    | プロローグ                               | 芦名みのる | たけはらみのる      | 芦名みのる | 14分00秒 | 2015年3月28日  | 第0話        |
| 1    | つくば市筑波山                           | 芦名みのる | たけはらみのる      | 芦名みのる | 6分59秒  | 2014年6月6日   | 第1話        |
| 2    | 潮来市水郷潮来あやめ園                   | 芦名みのる | たけはらみのる      | 芦名みのる | 6分59秒  | 2014年6月20日  | 第2話        |
| 3    | 筑西市真岡鐵道                           | 芦名みのる | たけはらみのる      | 芦名みのる | 7分00秒  | 2014年7月4日   | 第3話        |
| 4    | 鉾田市大竹海岸                           | 芦名みのる | たけはらみのる      | 芦名みのる | 7分00秒  | 2014年7月18日  | 第4話        |
| 5    | 常陸大宮市久慈川                         | 芦名みのる | 芦名みのる 宮本陽子 | 芦名みのる | 7分00秒  | 2014年8月1日   | 第5話        |
| 6    | かすみがうら市霞ヶ浦                     | 芦名みのる | たけはらみのる      | 芦名みのる | 7分00秒  | 2014年8月15日  | 第6話        |
| 7    | 龍ケ崎市牛久沼                           | 芦名みのる | たけはらみのる      | 芦名みのる | 7分00秒  | 2014年9月5日   | 第7話        |
| 8    | 常陸太田市竜神大吊橋                     | 芦名みのる | たけはらみのる      | 芦名みのる | 7分00秒  | 2014年9月19日  | 第8話        |
| 9    | ひたちなか市国営ひたち海浜公園           | 芦名みのる | たけはらみのる      | 芦名みのる | 7分00秒  | 2014年10月3日  | 第9話        |
| 10   | 笠間市流鏑馬                             | 芦名みのる | たけはらみのる      | 芦名みのる | 7分00秒  | 2014年10月17日 | 第10話       |
| 11   | 石岡市常陸風土記の丘                     | 芦名みのる | たけはらみのる      | 芦名みのる | 7分00秒  | 2014年11月8日  | 第11話       |
| 12   | 八千代町八千代グリーンビレッジ           | 芦名みのる | たけはらみのる      | 芦名みのる | 7分00秒  | 2014年11月21日 | 第12話       |
| 13   | 坂東市ミュージアムパーク茨城県自然博物館 | 芦名みのる | たけはらみのる      | 芦名みのる | 7分00秒  | 2014年12月6日  | 第13話       |
| 14   | 小美玉市茨城空港                         | 芦名みのる | 芦名みのる 宮本陽子 | 芦名みのる | 7分00秒  | 2014年12月20日 | 第14話       |
| 15   | 鹿嶋市鹿島神宮                           | 芦名みのる | 芦名みのる 宮本陽子 | 芦名みのる | 7分00秒  | 2015年1月10日  | 第15話       |
| 16   | 大子町袋田の滝                           | 芦名みのる | たけはらみのる      | 芦名みのる | 7分00秒  | 2015年1月24日  | 第16話       |
| 17   | 大洗町アクアワールド茨城県大洗水族館     | 芦名みのる | たけはらみのる      | 芦名みのる | 7分00秒  | 2015年2月7日   | 第17話       |
| 18   | 水戸市偕楽園                             | 芦名みのる | たけはらみのる      | 芦名みのる | 7分00秒  | 2015年2月21日  | 第18話       |
| 19   | 北茨城市五浦六角堂                       | 芦名みのる | たけはらみのる      | 芦名みのる | 7分00秒  | 2015年3月7日   | 第19話       |
| 20   | 古河市古河総合公園                       | 芦名みのる | たけはらみのる      | 芦名みのる | 7分00秒  | 2015年3月21日  | 第20話       |

## 東日本大震災復興支援
復興支援を目的に「茨城は 負けない!!」「日本は 負けない!!」キャンペーンが行われ、その一環としてあぐかるチャリティーグッズが発売されている。売上の一部は「茨城県の災害復興に対する義援金」として茨城県に寄付される。
- ポスター
  - 1枚 1,000円（送料込）のうち300円を義捐金として茨城県に寄付。
  - 2枚 1,400円（送料込）のうち600円を義捐金として茨城県に寄付。
  - 3枚 1,800円（送料込）のうち900円を義捐金として茨城県に寄付。
- ストラップ
  - 700円（送料込）のうち100円を義捐金として茨城県に寄付。
- クリアファイル
  - 500円（送料込）のうち200円を義捐金として茨城県に寄付。
- 缶バッヂセット
  - 3,000円（送料込）のうち500円を義捐金として茨城県に寄付。